# محمد رويشة
محمد رويشة (1950 - 17 يناير 2012) فنان تراثي شعبي أمازيغي مغربي، تميز بالعزف على آلة الوتر، وامتاز أداءه بالمزج بين ألوان محلية ووطنية وذلك في قالب لا يخرج عن المقام الأطلسي الذي يمتاز باعتماده على “ربع نوتة”، وهو بذلك يُعد من رواد فن الوترة.

## نشأته
من مواليد مدينة مريرت في قلب الأطلس المتوسط، درس بالكتّاب ومن بعدها بالمدرسة الابتدائية إلى غاية سنة 1961، ظروفه الأسرية الصعبة وميله للفن والغناء كانت من أهم أسباب مغادرته لصفوف المدرسة في سن مبكرة رغم مخايل الذكاء التي كان يتمتع بها.

### بدايته الفنية
شجعه محمد العلوي لاعب فريق شباب خنيفرة على الاستمرار، وإليه يرجع الفضل في تقدمه إلى القسم الأمازيغي بالإذاعة الوطنية بالرباط، ثم كانت البداية بتسجيل أول شريط بالدار البيضاء سنة 1964 مع محمد ريان. ليواصل بعد ذلك رحلته الموفقة في الغناء وإحياء الحفلات والأعراس محليا ووطنيا.

### النجومية
سنة 1979 اتصلت به عدة شركات فنية للتسجيل، ودخل مسرح محمد الخامس وغنى لأول مرة سنة 1980 ألبومه الذي يحتوي على أغاني بالأمازيغية وبالعربية “شحال من ليلة وعذاب” و”أكّي زّورخ اسيدي ياربّي جود غيفي”، وهو الألبوم الذي عرف انتشارا واسعا بين محبيه داخل المغرب وخارجه.
وافته المنية يوم السابع عشر من يناير 2012، بعد وعكة صحية ألمت به.
وري الثرى إلى مثواه الأخير بالقرب من قبر أمه في جو من التعاطف والحزن وفقدان صوت شجي ومبدع في عالم الفن وفن الوترة في المغرب.

## أسلوب غنائه
ولع الفنان بآلة الوتر كآلة مغربية أصيلة وأصبح يجيد العزف عليها في الأغاني الأمازيغية والعربية.
له عدة أغان روحية مقتبسة من التراث الطرقي والديني عموما أهله للمشاركة في العديد من مهرجانات الإنشاد الديني في فاس في المغرب وخارجها.
تأثر رويشة كثيرا بمن سبقه إلى الغناء بالأمازيغية خاصة الفنان الرائد حمو اليزيد، وتشبع بأسلوبه الغنائي وفي العزف المبني على الصنعة والإجادة والميل إلى التجديد والتجريب، الأمر الذي حث رويشة على اقتحام أشكال غنائية بعيدة عن بيئته، والقيام بمحاكاتها بالعزف على آلة الوتر لاختبار قدرتها على احتضان تلوينات موسيقية مغايرة وجديدة بالنسبة للموسيقى الأمازيغية، ومن هنا لم يجد حرجا في استثمار المقامات الشرقية (محمد عبد الوهاب وفريد الأطرش مثلا في معزوفاته اللاحقة، بشكل متقن ومحكم أشادت به الأذواق الراقية والأذن الموسيقية.

## ألبوماته
من بين أهم أعماله التي عرفت صدى كبيرا نذكر منها:
- «إناس إناس».
- «شحال من ليلة وليلة»
- «يا مجمع المؤمنين»
- «قولوا لميمتي»
- «أيورينو»
- «الحبيبة بيني وبينك دارو الحدود»

## وصلات خارجية
- اغاني والبومات الفنان محمد رويشة بالعربية و الأمازيغية.

- محمد رويشة على موقع IMDb (الإنجليزية)
- محمد رويشة على موقع ديسكوغز (الإنجليزية)